# Bassanit
Bassanit, nicht zu verwechseln mit dem magmatischen Gestein Basanit, ist ein eher selten vorkommendes Mineral aus der Mineralklasse der „Sulfate (einschließlich Selenate, Tellurate, Chromate, Molybdate, Wolframate)“ mit der chemischen Zusammensetzung Ca[SO4]·0,5 H2O. Das Mineral ist damit chemisch gesehen ein wasserhaltiges Calciumsulfat und aufgrund seines Wasseranteils auch als Halbhydrat oder Hemihydrat bekannt.
Bassanit kristallisiert im monoklinen Kristallsystem und entwickelt überwiegend massige Mineral-Aggregate, selten auch nadelförmige, parallel ausgerichtete Kristalle und pseudohexagonale Zwillinge von weißer Farbe bis zu 0,1 mm Länge.

## Etymologie und Geschichte
Erstmals beschrieben wurde Bassanit 1910 durch den italienischen Mineralogen Ferruccio Zambonini (1880–1932), der das Mineral nach dem ehemaligen Professor für Paläontologie Francesco Bassani (1853–1916) von der Universität Neapel nach diesem benannte.

## Klassifikation
In der veralteten 8. Auflage der Mineralsystematik nach Strunz gehörte der Bassanit zur Mineralklasse der „Sulfate, Chromate, Molybdate, Wolframate“ und dort zur Abteilung „Wasserhaltige Sulfate ohne fremde Anionen“, wo er als einziger Vertreter im Anhang zur „Gips-Reihe“ mit der Systemnummer VI/C.16 und den Hauptmitgliedern Ardealit und Gips steht.
In der zuletzt 2018 überarbeiteten Lapis-Systematik nach Stefan Weiß, die formal auf der alten Systematik von Karl Hugo Strunz in der 8. Auflage basiert, erhielt das Mineral die System- und Mineralnummer VI/C.22-010. Dies entspricht der Klasse der „Sulfate, Chromate, Molybdate und Wolframate“ und dort der Abteilung „Wasserhaltige Sulfate, ohne fremde Anionen“, wo Bassanit zusammen mit Ardealit, Gips und Rapidcreekit eine unbenannte Gruppe mit der Systemnummer VI/C.22 bildet.
Die von der International Mineralogical Association (IMA) zuletzt 2009 aktualisierte 9. Auflage der Strunz’schen Mineralsystematik ordnet den Bassanit in die Klasse der „Sulfate (Selenate, Tellurate, Chromate, Molybdate und Wolframate)“ und dort in die Abteilung „Sulfate (Selenate usw.) ohne zusätzliche Anionen, mit H2O“ ein. Hier ist das Mineral in der Unterabteilung „Mit ausschließlich großen Kationen“ zu finden, wo es als einziges Mitglied eine unbenannte Gruppe mit der Systemnummer 7.CD.45 bildet.
In der vorwiegend im englischen Sprachraum gebräuchlichen Systematik der Minerale nach Dana hat Bassanit die System- und Mineralnummer 29.06.01.01. Das entspricht der Klasse der „Sulfate, Chromate und Molybdate“ und dort der Abteilung „Wasserhaltige Säuren und Sulfate“. Hier findet er sich innerhalb der Unterabteilung „Wasserhaltige Säuren und Sulfate mit AXO4 × x(H2O)“ als einziges Mitglied in einer unbenannten Gruppe mit der Systemnummer 29.06.01.

## Kristallstruktur
Bassanit kristallisiert monoklin in der Raumgruppe I2 (Raumgruppen-Nr. 5, Stellung 3) mit den Gitterparametern a = 12,04; b = 6,93; c = 12,67 und β = 90,27° sowie 12 Formeleinheiten pro Elementarzelle.

## Bildung und Fundorte

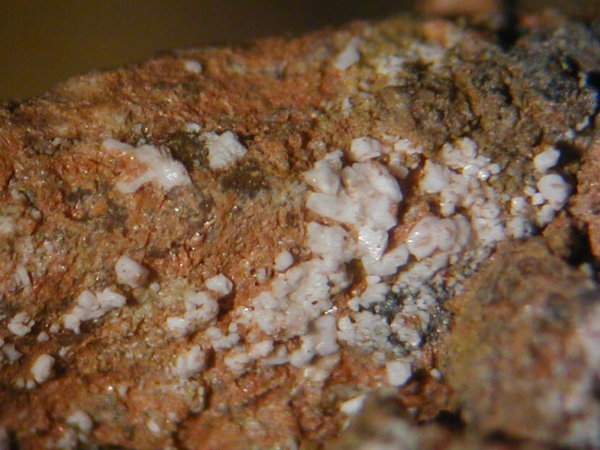
Weißer Bassanit pseudomorph nach Gips aus Ronneburg, Thüringen (Bildbreite 3,7 mm)

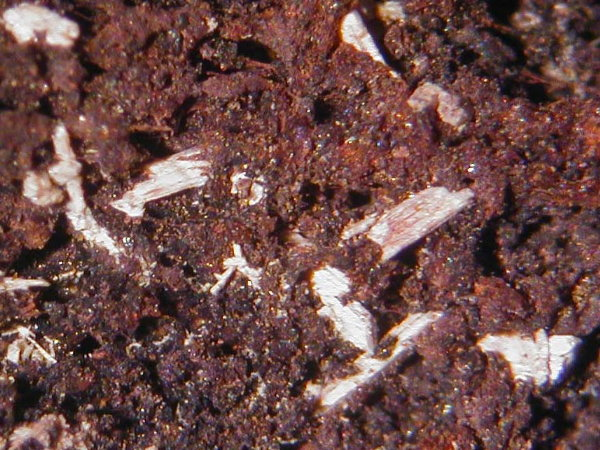
Weißer Bassanit pseudomorph nach Gips vom Vulkan Tolbachik, Kamtschatka, Russland (Bildbreite 4 mm)

Bassanit ist ein Umwandlungsprodukt von Gips und findet sich in Leucit- oder Tephrit-Blöcken entweder in der Nähe von Fumarolen oder in ausgetrockneten Teich- und Seebecken.
Bisher wurden knapp 40 Fundorte für Bassanit vor allem in den Vereinigten Staaten und Europa registriert (Stand: 2009).
Europäische Fundorte sind unter anderem Ronneburg (Thüringen) in Deutschland; Dorset in Großbritannien; Kampanien und die Toskana in Italien; Abtenau, Golling an der Salzach und Pöttsching in Österreich; Kattowitz in Polen; Kamtschatka in Russland; Kanton Tessin in der Schweiz; Banská Bystrica und Prešov in der Slowakei; Böhmen und Mähren in Tschechien; die Halbinsel Krim in der Ukraine; sowie die Komitate Fejér und Veszprém von Ungarn.
US-amerikanische Fundorte sind unter anderem La Paz County und Pima County in Arizona; Fresno County, Inyo County und San Bernardino County in Kalifornien; Franklin County in Massachusetts; Elko County in Nevada; Sussex County in New Jersey; Otero County in New Mexico; sowie Duchesne County in Utah.

### Synthetische Herstellung
Bassanit entsteht durch Erhitzen aus Gips. Bei weiterem Erhitzen wird aus Bassanit schließlich Anhydrit. Dem Bassanit ist also das Kristallwasser nicht zur Gänze entzogen (Halbhydrat oder Hemihydrat), wogegen Anhydrit über kein Kristallwasser verfügt. Mit Wasser vermengt, erhärtet Bassanit unter Wärmeabgabe rasch wieder zu Gips.
Siehe auch: Chemische Kühlung

## Verwendung
Bassanit ist im Handel als Elektrikergips erhältlich.